# Mark Cueto
Pour les articles homonymes, voir Cueto.

a Compétitions nationales et continentales officielles uniquement.

b Matchs officiels uniquement.
Dernière mise à jour le 26/01/2017.
Mark John Cueto, né le 26 décembre 1979 à Workington (Angleterre), est un joueur international anglais de rugby à XV jouant aux postes d'ailier ou d'arrière. Il compte 55 sélections en équipe d'Angleterre.

## Biographie

### Carrière internationale
Mark Cueto honore sa première cape internationale en équipe d'Angleterre le 13 novembre 2004 contre l'équipe du Canada. 

## Palmarès

### En club
- Champion d'Angleterre en 2006
- Vainqueur du Challenge européen en 2002 et 2005
- Finaliste de la Coupe d'Angleterre en 2004 et 2013
- Vainqueur du Trophée des champions en 2006.

### En équipe nationale
- 55 sélections en équipe d'Angleterre entre 2004 et 2011
- 20 essais (100 points)
- Sélections par année : 3 en 2004, 8 en 2005, 7 en 2006, 6 en 2007, 10 en 2009, 11 en 2010, 10 en 2011
- Cinq Tournois des Six Nations disputés : 2005, 2006, 2007, 2009, 2010 et 2011 (vainqueur)
- Deux Coupes du monde de rugby disputées en 2007 et 2011 (finaliste en 2007)
- Une sélection avec les Lions en 2005 contre l'équipe de Nouvelle-Zélande.